# Pieter Pourbus

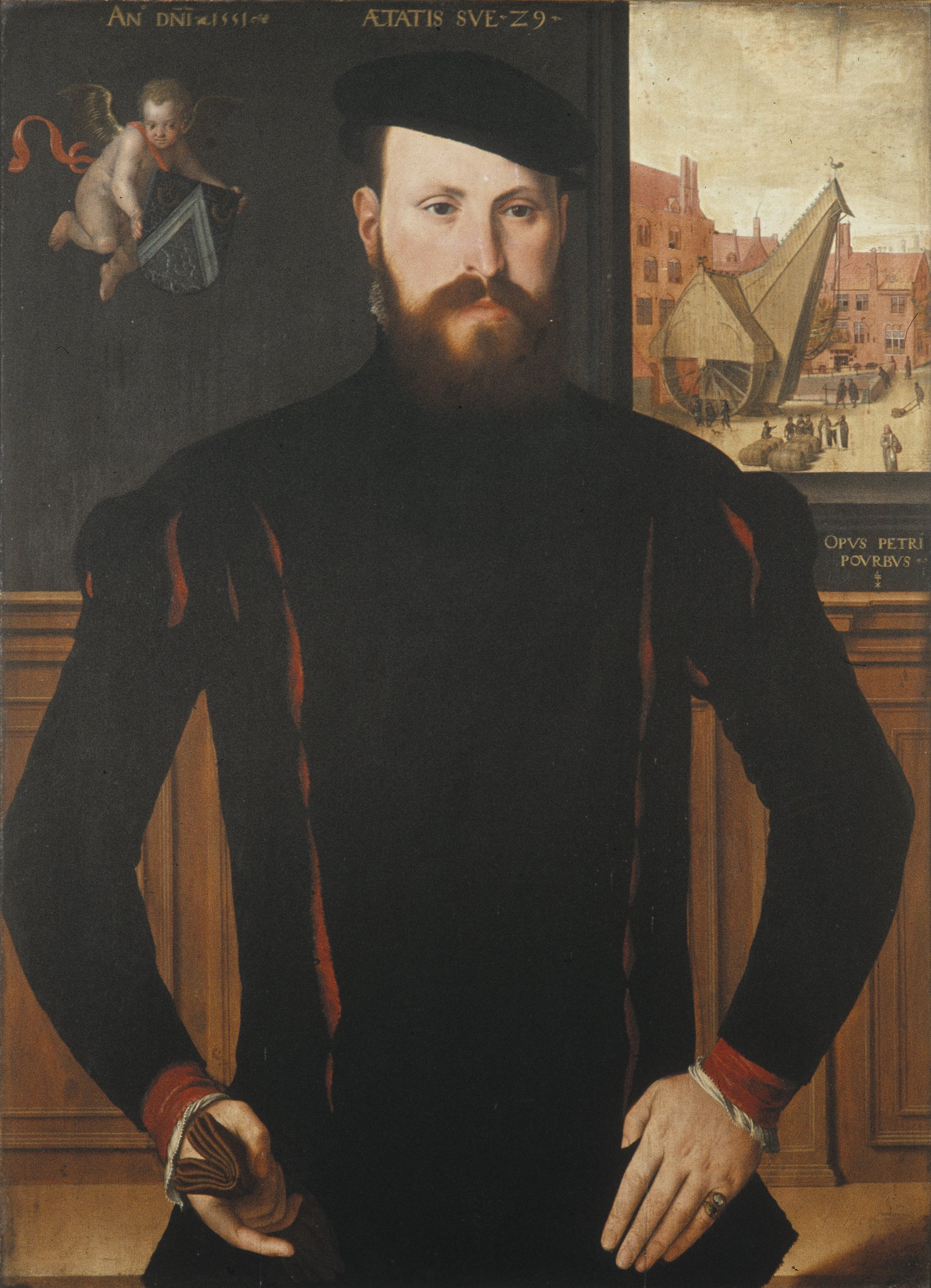
Porträt Jan van Eyewerves aus dem Jahre 1551 (Groeninge Museum)

Pieter Pourbus (* 1523 in Gouda; † 30. Januar 1584 in Brügge) war ein flämischer Maler der Renaissance, Kartograph, Ingenieur und Landvermesser.
Pieter Pourbus war ein Zeitgenosse des Künstlers Karel van Mander. Schon in seiner Jugend zog er nach Brügge. Diese Stadt bot ihm bereits zu Lebzeiten die Möglichkeit, sich als Maler zu etablieren. 1543 wurde er ein Mitglied der Malerzunft von Brügge. Später wurde er Mitglied weiterer städtischer Vereinigungen, wie etwa den Bogenschützen von Brügge.
Frans Pourbus der Ältere, ein Historien- und Porträt-Maler, war sein Sohn und Schüler, der Maler Frans Pourbus der Jüngere war sein Enkel.

## Werke
- ca. 1547: Allegorie der Wahren Liebe (London, Wallace Collection)
- 1548: Das letzte Abendmahl (Brügge, Groeningemuseum)
- 1551: Porträt von Jan van Eyewerve und Jacquemyne Buuck (Brügge, Groeningemuseum)
- 1551: Das jüngste Gericht (Brügge, Groeningemuseum)
- 1556: Triptychon von Joos van Belle (Brügge, St. Jakobskirche)
- 1556: Zwei Flügel mit Bildnissen der Mitglieder der Edlen Bruderschaft vom Heiligen Blut (Brügge, Museum van de Edele Confrerie van het Heilig Bloed)
- 1559: Triptychon der Sakramentsbruderschaft von St. Salvator (Brügge, Sint Salvatorskathedraal)
- 1559: Anbetung des Goldenen Kalbs (Dublin, National Gallery of Ireland)
- 1568: Porträt von Jan López Gallo und seinen Söhnen (Brügge, Groeningemuseum)
- 1570: Porträt von Jan Wyts (bis 1575 erstellt) (Brügge, Groeningemuseum)
- 1573: Porträt von Olivier van Nieulant (Antwerpen, KMSKA)
- 1574: Triptychon von Joos de Damhouder mit der Anbetung der Hirten (Brügge, Onze-Lieve-Vrouwekerk)